# 宗晴康
宗 晴康（そう はるやす、1475年（文明7年） - 1563年3月12日（永禄6年2月18日））は、対馬国の守護大名・戦国大名。宗氏の第16代当主。宗盛俊（もりとし）の子。子に宗義調。号は西殿。官名は讃岐守。

## 生涯
文明7年（1475年）、宗氏の一門・家臣である宗盛俊の子として誕生。
初めは僧であり、建総院宗俊と号していたが還俗し、天文8年（1539年）に、甥でもある宗氏15代当主・宗将盛が追放されると、家臣に推されてその嗣子という形で当主となる。還俗後は貞尚（さだなお）、貞泰（さだやす）と称し、天文11年（1542年）正月に室町幕府第12代将軍・足利義晴から偏諱を受けてからは晴茂（はるしげ）、晴康（はるやす）と名乗った。
晴康の頃、対馬国内には宗氏の分家が38家もあり、所領が細分化されていた。晴康は宗氏の勢力を統一するために、天文15年（1546年）に本家以外が宗姓を名乗ることを禁じ、所領の統一化や宗氏の戦国大名化を図った。
天文22年（1552年）、家督を子の義親（のちの義調）に譲り、永禄6年（1563年）に89歳で死去した。

## 偏諱を与えた人物（家臣）
- 山本康範（のちに将盛の弟・津奈調親とともに反乱、義調に鎮圧される）
- 柚谷康広（主に次代・義調の代から活動）